# 2003年當選的皇家學會會士列表
下方列出了2003年当选的皇家学会会士。

## 会士列表
1. 约翰·D·巴罗
2. 约瑟琳·贝尔·伯奈尔
3. Mariann Bienz（英语：Mariann Bienz）
4. William Bonfield（英语：William Bonfield）
5. John Milton Brown
6. Mark Wayne Chase（英语：Mark Wayne Chase）
7. John Michael David Coey（英语：Michael Coey）
8. Kay Elizabeth Davies（英语：Kay Davies）
9. Anthony Dickinson（英语：Anthony Dickinson）
10. Eleanor Joy Dodson（英语：Eleanor Dodson）
11. 彼得·多南
12. 安道琳
13. 杰弗里·埃林顿
14. Roger Fletcher（英语：Roger Fletcher (mathematician)）
15. Roderick John Flower（英语：Roderick Flower）
16. 梅尔文·格里夫斯
17. Peter James Green（英语：Peter Green (statistician)）
18. Keith Gull（英语：Keith Gull）
19. 彼得·W·H·霍兰
20. James Hough（英语：James Hough）
21. Malcolm Irving
22. Jonathan Dallas George Jones（英语：Jonathan Dallas George Jones）
23. Michael Lawrence Klein（英语：Michael Lawrence Klein）
24. 艾伦·麦克德尔米德
25. Stephen Mann（英语：Stephen Mann (chemist)）
26. Richard John Nelmes
27. Stephen Patrick O’Rahilly（英语：Stephen Patrick O’Rahilly）
28. Bridget Margaret Ogilvie（英语：Bridget Ogilvie）
29. 蒂姆·帕尔默
30. John C B Papaloizou（英语：John Papaloizou）
31. 文卡特拉曼·拉马克里希南
32. Elizabeth Jane Robertson（英语：Elizabeth Jane Robertson）
33. John Gair Robson
34. John Donald Scott
35. Richard H. Sibson
36. Leon Melvyn Simon（英语：Leon Simon）
37. Geoffrey Lilley Smith（英语：Geoffrey L. Smith）
38. Adrian Peter Sutton
39. Karen Heather Vousden（英语：Karen Vousden）
40. Andrew James Watson（英语：Andrew Watson (scientist)）
41. Fiona Mary Watt（英语：Fiona Watt）
42. Peter Neil Temple Wells（英语：Peter Neil Temple Wells）

## 国外成员
1. Denis Baylor
2. Fotis Constantine Kafatos（英语：Fotis Constantine Kafatos）
3. 克劳斯·冯·克利青
4. 高德纳
5. José Sarukhán
6. Valentine Louis Telegdi（英语：Valentine Louis Telegdi）